# Pont d'en Bruguer
El Pont d'en Bruguer és un pont medieval d'estil gòtic a Vic. Passa per sobre del riu Gurri, al camí ral que connecta Vic a Folgueroles i a un ample sector de les Guilleries. Està format per cinc arcs i prop de quaranta metres de llargada. La  construcció va començar el 1384 però, per diferents vicissituds històriques, no es va concloure fins al 1434. El volum de pas per aquest pont és marginal des de la creació de nous traçats de carreteres. És una declarada Bé Cultural d'Interès Nacional.

## Descripció
El pont d'en Bruguer és situat sobre el riu Gurri, al límit entre els termes municipals de Vic i de Folgueroles.

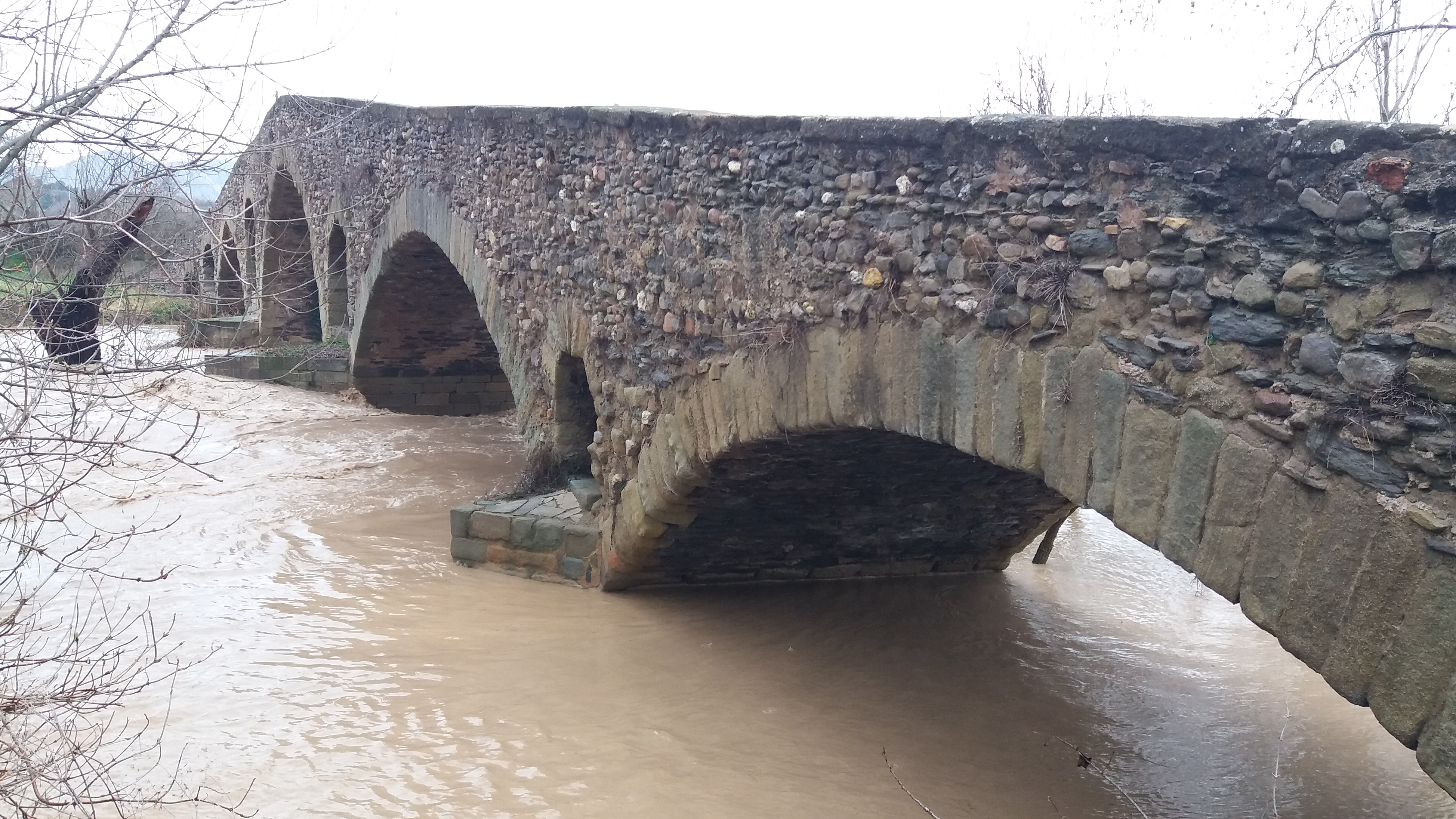
En el desguàs de la DANA Glòria del 23 gener 2020

El pont consta de cinc arcs que recolzen sobre quatre pilars i en els dos murs laterals que enllacen amb la ribera. Damunt de cada pilar hi ha sengles arcons, que donen esveltesa al pont al mateix temps que actuen com a arcs de descàrrega i n'alleugereixen el pes. En els pilars centrals hi ha adossats tallamars.
La calçada del pont és de doble pendent, poc pronunciat, amb una inclinació pràcticament igual a les dues bandes. Els arcs són de mig punt rebaixats, tret del segon del costat de ponent, que és apuntat.

## Història
Les notícies històriques que ens han arribat del pont, que rep el nom del proper mas Bruguer, són molt escasses. Se sap que es va començar el 1348 i que, al cap de poc temps,l'obra es va haver d'aturar degut a la pesta que assolà la Plana de Vic l'estiu d'aquell mateix any. La construcció del pont no es va reprendre fins molts anys més tard i, finalment, es va inaugurar el 1434.
El 1819, se'n repararen les baranes.